# Vlag van Luxemburg (stad)

Vlag van Luxemburg

De vlag van Luxemburg toont het stedelijke logo op een witte achtergrond. Luxemburg, hoofdstad van het gelijknamige land, nam aan het eind van de jaren negentig van de twintigste eeuw een logo in gebruik dat in de verte lijkt op het stadswapen, en plaatste dat in het midden van een wit doek. Het is daarmee een typisch voorbeeld van een logo-vlag.
Het logo toont een gestileerde blauwe leeuwenkop, met gouden kroon. Deze afbeelding lijkt afgeleid van de gekroonde leeuw in het Luxemburgse wapen stads- en nationale wapen die ook is afgebeeld op de Luxemburgse handelsvlag. Opmerkelijk is dat de leeuw in deze logo-vlag waarschijnlijk onbedoeld wegkijkt van de mast, en daarmee altijd tegen de windrichting in kijkt, wat in de vlaggenleer en heraldiek een omziende leeuw wordt genoemd en erg ongebruikelijk is. Ook de blauwe kleur van de leeuw komt niet overeen met de normale rode 'Luxemburgse leeuw' op een achtergrond van blauw en wit. Omdat logovlaggen zich niet aan de tradities van wapen- en vlaggenleer houden worden ze niet opgenomen in het vlaggenregister van Luxemburg.